# Gare de Delémont
La gare de Delémont est une gare ferroviaire suisse des lignes de Bâle à Bienne (ligne du Jura) et de Delémont à Delle. Elle est située place de la Gare, au sud du centre-ville de Delémont, chef-lieu du Canton du Jura.
Elle abrite dans son périmètre une rotonde ferroviaire qui a été classée comme bien culturel d'importance nationale.
C'est une gare des Chemins de fer fédéraux suisses (CFF).

## Situation ferroviaire
Établie à 413 mètres d'altitude, la gare de Delémont est située au point kilométrique (PK) 84,61 de la ligne de Bâle à Bienne (ligne du Jura), entre les gares voyageurs en service de Laufon et de Moutier. Gare de bifurcation, elle est également l'origine au PK 84,61 de la ligne de Delémont à Delle, avant la gare de Courtételle.

## Histoire

### Création de la gare
L'arrivée du chemin de fer à Delémont prend forme en 1864, lorsque l'ingénieur Ernest Dapples produit un mémoire pour la construction de lignes et notamment Bienne-Delémont-Bâle et Delémont-Porrentruy-Delle. Des assemblées communales soutiennent financièrement ce projet qui prend peu à peu forme. Le 10 mars 1870, le Grand Conseil du canton de Berne approuve les statuts de la Compagnie des chemins de fer du Jura et accorde des concessions qui placent Delémont au centre d'une étoile ferroviaire. Le 10 août 1872, une assemblée populaire demande la tenue d'une assemblée communale pour que le choix du lieu de construction de la gare ne soit pas contraire aux intérêts de la ville. Cette assemblée se réunit à ce sujet le 25 août et le 11 décembre, la compagnie s'engage à ne pas aller à l'encontre du choix de la ville.
L'ingénieur Antoine-Joseph Buchwalder relance l'affaire, au mois de mai 1873, en proposant d'édifier la gare « entre le pont de la Maltière et la Croisée ». D'autres emplacements son proposés et la controverse entre les partisans des différents projets est importante, mais l'assemblée communale se prononce, le 26 avril 1874, pour le site proche du pont de la Maltière. Le chantier de construction est ouvert le 29 août et, dès le 21 octobre, une assemblée populaire réclame plus d'espace pour le site de la gare. Le 11 juillet 1875, la toute première locomotive arrive à Delémont. La cérémonie d'inauguration de la gare a lieu le 23 septembre.

### La gare en service
La gare de Delémont est mise en service le 25 septembre 1875, lors de l'ouverture de l'exploitation de la ligne de Bâle à Delémont.
L'année suivante, la gare devient un nœud ferroviaire avec les ouvertures des lignes de Delémont à Glovelier le 15 octobre 1876 et de Delémont à Moutier le 16 décembre 1876. Cette même année, l'assemblée communale s'occupe d'améliorer la voie routière entre la gare et la ville, puis en 1877 un pont en pierre est construit à proximité de la gare, et en 1878 c'est une fontaine qui est installée sur la place de la gare. Les lignes ont été prolongées et, en 1882, c'est la gare qui est agrandie.

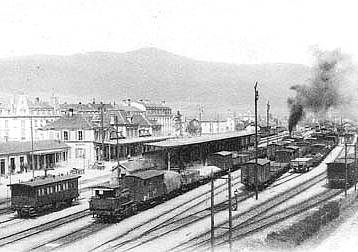
La gare vers 1897.

À la fin de l'année 1889, le dépôt de locomotive étant insuffisant, un entrepreneur local, Otto Frey, est mandaté pour construire un complément sous la forme d'une rotonde due aux « ingénieurs Probst, Chappuis & Wolf ». Elle comprend 18 travées et sa construction nécessite le déplacement d'une route proche, elle doit être livrée en 1890 (voir Rotonde de Delémont). En janvier 1900, les besoins d'extension de la gare ont augmenté et les terrains nécessaires sont achetés et si besoin expropriés.
En 1904, nouvelle décision d'agrandissement prise par les chemins de fer fédéraux. En février 1908, une extension est prévue pour augmenter la surface de terrain pour des voies de manœuvre. Des mesures d'expropriations sont prises pour obtenir les parcelles nécessaires, ce point étant examiné par le Tribunal fédéral.

## Service des voyageurs

### Accueil
La gare CFF de Delémont propose plusieurs services tels que vente de voyages, Western Union, café, kiosque, commerces, etc. et a, de ce fait, obtenu le label "Gare et plus" en 2008.

### Desserte
Croisement sur les lignes :
- Basel SBB - Delémont - Biel/Bienne
- Biel/Bienne - Delémont - Porrentruy - Delle (RegioExpress)
- Olten - Basel SBB - Delémont - Porrentruy (Regio-S-Bahn ligne 3)
- Delémont - Courtételle - Courfaivre - Bassecourt - Glovelier (ligne S du Régio S-Bahn).